# Epicauta curticollis
Epicauta curticollis es una especie de coleóptero de la familia Meloidae.

## Distribución geográfica
Habita en Paraguay.